# Súlyemelés az 1896. évi nyári olimpiai játékokon
Az 1896. évi nyári olimpiai játékokon a súlyemelés még nem önálló sportágként szerepelt, a súlyemelő versenyszámokat az atlétikaversenyek keretein belül írták ki. Az első újkori olimpia programjában egykaros és kétkaros súlyemelésben tartottak versenyt, mindkét versenyszámban súlycsoportok nélkül. Egyaránt április 7-én tartották mindkét versenyt.

## Részt vevő nemzetek
Ezt a sportágat 5 nemzet összesen 7 versenyzőjének részvételével rendezték meg.
- Dánia (DEN) (1)
- Görögország (GRE) (3)
- Magyarország (HUN) (1)
- Nagy-Britannia (GBR) (1)
- Németország (GER) (1)

## Éremtáblázat
A táblázatokban a rendező nemzet csapata eltérő háttérszínnel, az egyes számoszlopok legmagasabb értéke vagy értékei vastagítással kiemelve.
| Az 1896. évi nyári olimpiai játékok éremtáblázata súlyemelésben | Az 1896. évi nyári olimpiai játékok éremtáblázata súlyemelésben | Az 1896. évi nyári olimpiai játékok éremtáblázata súlyemelésben | Az 1896. évi nyári olimpiai játékok éremtáblázata súlyemelésben | Az 1896. évi nyári olimpiai játékok éremtáblázata súlyemelésben | Olimpia  |
| --------------------------------------------------------------- | --------------------------------------------------------------- | --------------------------------------------------------------- | --------------------------------------------------------------- | --------------------------------------------------------------- | -------- |
|                                                                 | Ország                                                          | Arany                                                           | Ezüst                                                           | Bronz                                                           | Összesen |
| 1.                                                              | Dánia (DEN)                                                     | 1                                                               | 1                                                               | 0                                                               | 2        |
| 1.                                                              | Nagy-Britannia (GBR)                                            | 1                                                               | 1                                                               | 0                                                               | 2        |
|                                                                 |                                                                 |                                                                 |                                                                 |                                                                 |          |
| 3.                                                              | Görögország (GRE)                                               | 0                                                               | 0                                                               | 2                                                               | 2        |
|                                                                 |                                                                 |                                                                 |                                                                 |                                                                 |          |
| Összesen                                                        | Összesen                                                        | 2                                                               | 2                                                               | 2                                                               | 6        |

## Érmesek
Ezeket az érmeket a Nemzetközi Olimpiai Bizottság utólag ítélte oda, mivel akkor egy ezüstérmet adtak a győztesnek, és a többi helyezettet nem díjazták.
| Az 1896. évi nyári olimpiai játékok érmesei súlyemelésben |                                               |                                                  |                                                   |
| Versenyszám                                               | Arany                                         | Ezüst                                            | Bronz                                             |
| Egykaros súlyemelés                                       | Launceston Elliot · Nagy-Britannia (GBR) · 71 | Viggo Jensen · Dánia (DEN) · 57                  | Aléxandrosz Nikolópulosz · Görögország (GRE) · 57 |
| Kétkaros súlyemelés                                       | Viggo Jensen · Dánia (DEN) · 111,5            | Launceston Elliot · Nagy-Britannia (GBR) · 111,5 | Szotíriosz Verszísz · Görögország (GRE) · 90      |

## Magyar szereplés
A magyar színeket súlyemelésben egy versenyző képviselte.
- Tapavicza Momcsilló a kétkaros súlyemelésben indult, és 80 kilogrammos teljesítményével a 6. helyen végzett. Tapavicza ezen kívül indult még birkózásban és teniszben is.